# August von Miaskowski

August von Miaskowski

August von Miaskowski (* 26. Januarjul. / 7. Februar 1838greg. in Pernau, Gouvernement Livland; † 22. November 1899 in Leipzig) war ein deutscher Nationalökonom.

## Leben
Miaskowski war ein Sohn von Carl von Miaskowski und dessen Ehefrau Auguste von Seeberg. Nach Absolvierung seiner Schulzeit begann er an den Universitäten von Dorpat, Heidelberg und Berlin Rechts- und Staatswissenschaften zu studieren. Anschließend bekam er eine Anstellung im Staatsdienst und wurde in Riga Dezernent in der baltischen Zivilverwaltung.
Später war Miaskowski am Hofgericht in Riga als Advokat akkreditiert und wirkte als Dozent am dortigen Polytechnikum. Am 2. Oktober 1866 heiratete er in der Gemeinde Paulsen (heute Lettland) Pauline von Staden.
Nach Kriegsende konnte er sich 1871 an der Universität Jena habilitieren. 1874 nahm er einen Ruf an die Universität Basel an und wechselte 1875 für zwei Jahre nach Hohenheim. 1881 nahm er einen Ruf nach Breslau an und zwischen 1889 und 1891 lehrte er in Wien. Gleich im Anschluss daran wirkte er bis 1898 an der Universität Leipzig. Danach zog er sich ins Privatleben zurück und starb elf Wochen vor seinem 62. Geburtstag am 22. November 1899 in Leipzig.
1882 wählte man Miaskowski in das Preußische Landesökonomiekollegium und ab 1885 war er Mitglied des Deutschen Landwirtschaftsrats. Beide Ämter hatte er bis an sein Lebensende inne. Im Dezember 1892 wurde er zum ordentlichen Mitglied der Königlich Sächsischen Gesellschaft der Wissenschaften gewählt.

## Werke (Auswahl)
- Agrarpolitische Zeit- und Streitfragen. Vorträge, Referate, und Gutachten. Leipzig 1889.
- Das Erbrecht und die Grundeigentumsverhältnisse im Deutschen Reich. Leipzig 1882–84 (2 Bde.).
- Die Gebundenheit des Grundbesitzes und des Familienfideikommisses. Jena 1873.
- Die gegenwärtige Lage der deutschen Landwirtschaft. Berlin 1888.
- Isaak Iselin. Basel 1875.
- Die schweizerische Allmend in ihrer geschichtlichen Entwicklung. Leipzig 1879.
- Die Verfassung der Land-, Alpen- und Forstwirtschaft der deutschen Schweiz. Leipzig 1878.
- Verschuldung des Grundbesitzes. Reval 1882.